# Grand Prix d’Isbergues-Pas de Calais Féminin
Der Grand Prix d’Isbergues-Pas de Calais Féminin ist ein Straßenradrennen im Frauenradsport in Frankreich.
Das Eintagesrennen wurde erstmals im Jahr 2018 ausgetragen und ist das Gegenstück zum gleichnamigen Männerrennen. Beide Rennen finden am selben Tag statt. Die Strecke führt wie das Männerrennen rund um die französische Gemeinde Isbergues im Département Pas-de-Calais im Nordwesten Frankreichs, nur ist beim Männerrennen die Schlussrunde mehrfach zu absolvieren. Das Rennen ist in die Kategorie 1.1 eingestuft. 2025 wurde es abgesagt.

## Palmarès
| Jahr | Siegerin          | Zweite           | Dritte                    |          |
| ---- | ----------------- | ---------------- | ------------------------- | -------- |
| 2018 | Lauren Kitchen    | Roxane Fournier  | Pascale Jeuland-Tranchant |          |
| 2019 | Christine Majerus | Clara Copponi    | Pascale Jeuland-Tranchant |          |
| 2020 | Chloe Hosking     | Chiara Consonni  | Lauren Kitchen            |          |
| 2021 | Charlotte Kool    | Elisa Balsamo    | Amber van der Hulst       |          |
| 2022 | Chiara Consonni   | Clara Copponi    | Maria Giulia Confalonieri |          |
| 2023 | Valentine Fortin  | Jade Wiel        | Simone Boilard            |          |
| 2024 | Maaike Boogaard   | Victoire Berteau | Alba Teruel               |          |
| 2025 | abgesagt          | abgesagt         | abgesagt                  | abgesagt |